# Museo Regional de Antropología Carlos Pellicer Cámara
El Museo Regional de Antropología «Carlos Pellicer Cámara» se localiza en la ciudad de Villahermosa, en el estado de Tabasco, México, y su colección arqueológica que consta de 10 mil piezas, es considerada la segunda más importante del país, solo superada por el Museo Nacional de Antropología.
El museo muestra al visitante objetos de las culturas olmeca, maya, zoque y nahua que se asentaron en territorio del actual estado de Tabasco.  Fue inaugurado el 16 de febrero de 1980, fecha en que se cumplía el tercer aniversario del fallecimiento del llamado «poeta de América» Carlos Pellicer Cámara, en cuyo honor lleva su nombre.
Este recinto cultural fue seriamente dañado durante la inundación de Tabasco en el 2007, cuando las aguas del río Grijalva penetraron en el interior del museo afectando su infraestructura, provocando que fuera cerrado al público durante cuatro años, hasta el 21 de diciembre de 2011 en que ya con una nueva remodelación integral, reabrió sus puertas.

## Historia
Fundado por el poeta Carlos Pellicer Cámara, con el nombre de «Museo de Tabasco» en la década de 1950, el museo es una institución que investiga, conserva, protege, documenta, difunde y exhibe el patrimonio arqueológico más importante de la región, convirtiéndose hoy en día en una puerta de acceso a las civilizaciones ancestrales del Sureste de México, que fomenta y estimula de forma lúdica el interés por la conservación del patrimonio cultural de Tabasco.
El 16 de febrero de 1980, al conmemorarse el tercer aniversario de la muerte del poeta de América Carlos Pellicer Cámara, fue inaugurado el Museo Regional de Antropología con el nombre de «Carlos Pellicer Cámara».
En octubre de 2007, el museo fue seriamente dañado durante la inundación de Tabasco, cuando las aguas del río Grijalva penetraron en el interior del museo afectando su infraestructura, provocando que fuera cerrado al público durante cuatro años, hasta el 21 de diciembre de 2011 en que ya con una nueva remodelación integral, reabrió sus puertas. 

## Descripción

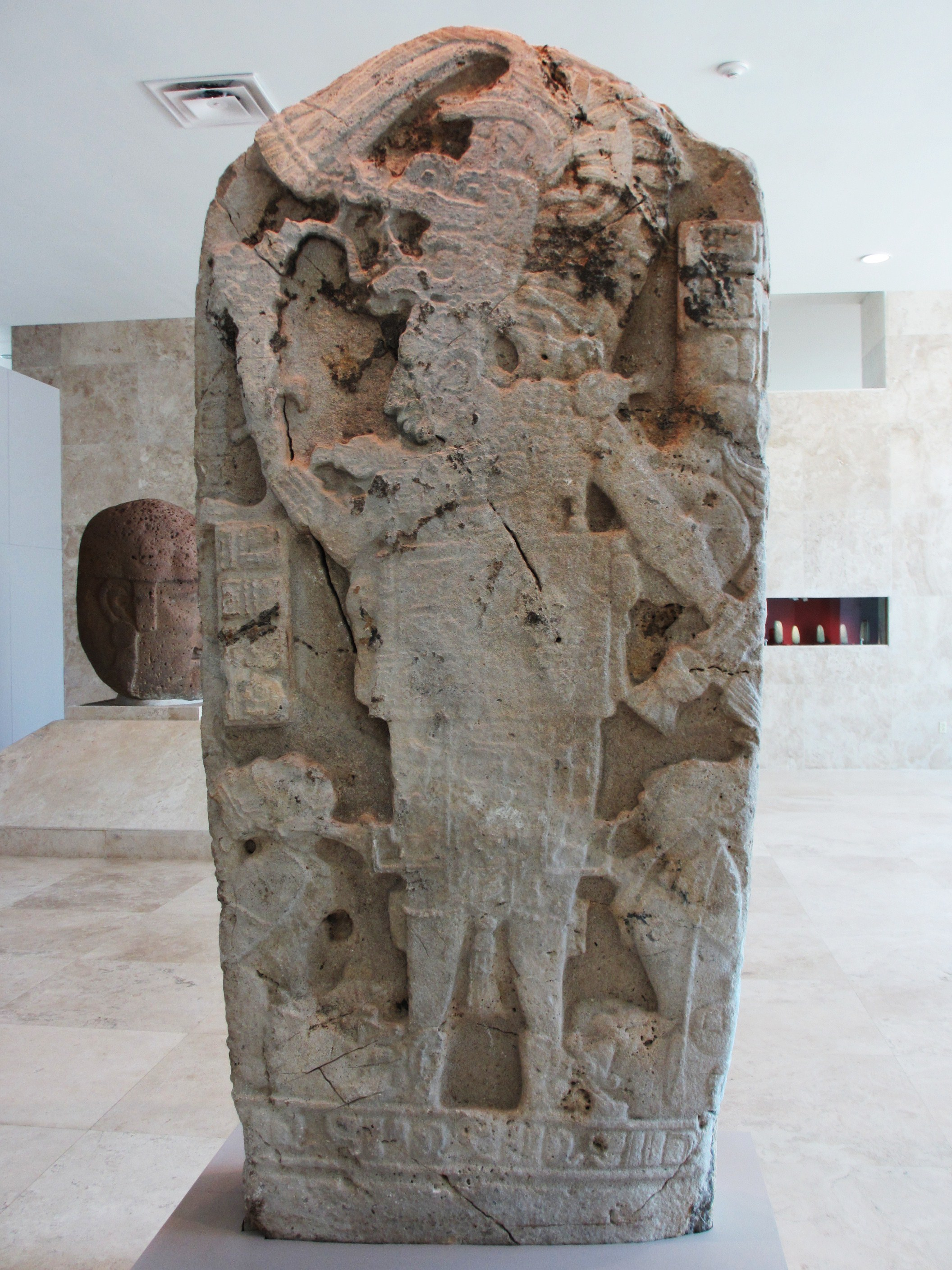
Estela 1 de Moral Reforma, localizada en el Mezanine del museo.

El museo cuenta desde su reapertura con una nueva museografía, diseño moderno y contando con nuevas técnicas de explicación, que hacen de su visita una nueva experiencia en su recorrido, mostrando al visitante la grandeza de las sociedades prehispánicas.
La colección arqueológica del museo comprende objetos y piezas de variadas civilizaciones, desde los olmecas y mayas hasta los mexicas, y abarca desde el Preclásico, (800 a. C.) hasta el Posclásico (900-1521 d. C.) 
El museo alberga y exhibe 10 mil objetos arqueológicos de las culturas mesoamericanas, distribuidas en tres niveles y un mezanine. Se muestran diversos objetos de barro, piedra, estuco, hueso, concha y metal.
Utiliza enfoques y medios museográficos de vanguardia, así como estándares en materia de conservación y seguridad, y, dada la calidez de sus servicios al público, estimula la creatividad y la participación activa a través de talleres, clubes, exposiciones, conferencias, cursos y publicaciones de calidad.

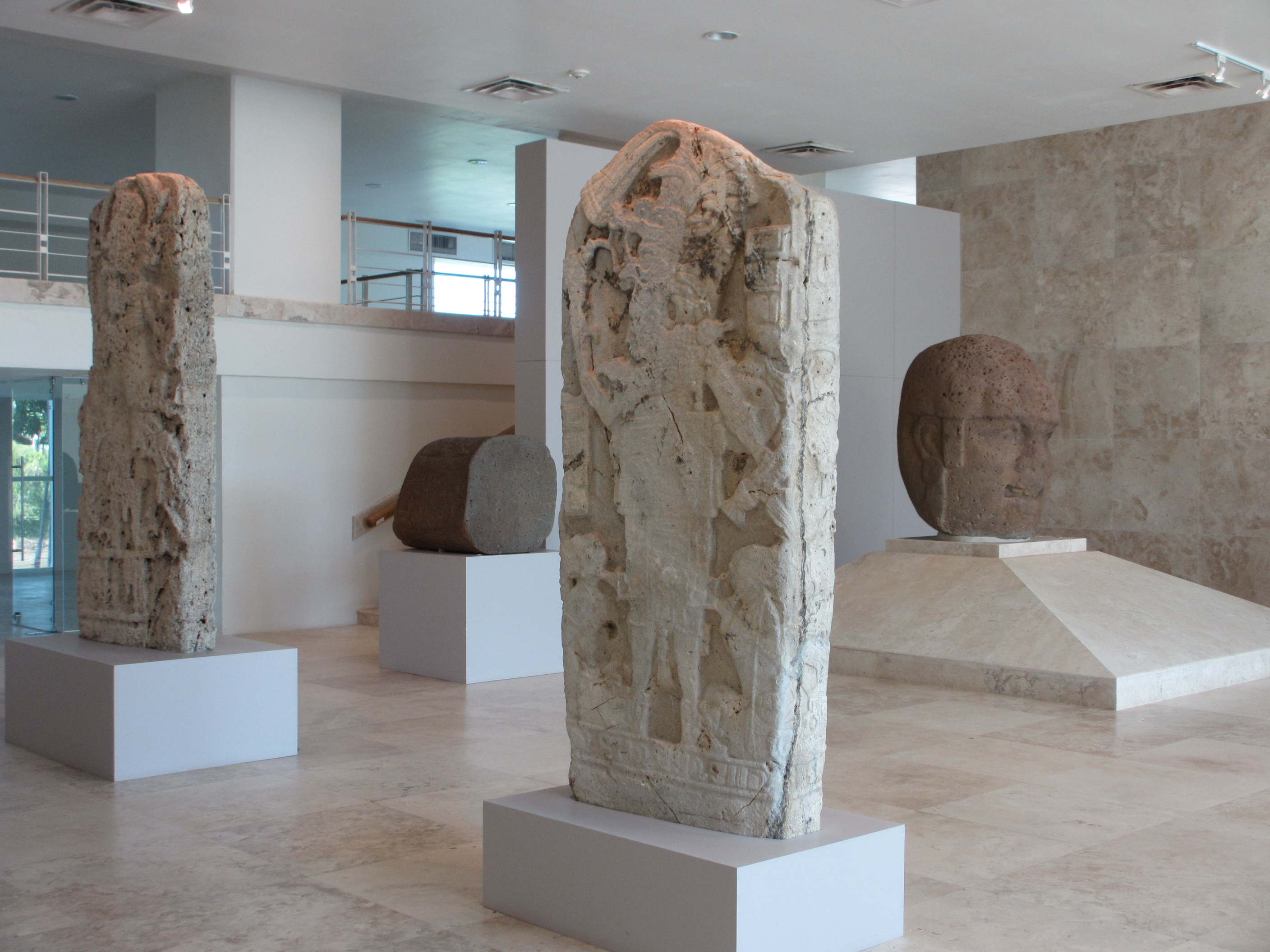
Mezanine del museo.

De los olmecas se muestran más de diez esculturas monumentales en piedra de basalto procedente en su mayoría del asentamiento prehispánico de La Venta, que tuvo su principal apogeo entre el año 700 Y EL 400 a.c. del medio Usumacinta se resguardan magníficos vasos en los que se representan grandiosas deidades y estelas con inscripción glífica de sitios como Moral Reforma en Balancán y Tortuguero en Macuspana.
De la isla de Jaina, en Campeche, se exhibe una rica colección de figurillas que nos muestran desde sus características físicas hasta sus atuendos; de la ciudad ceremonial de Comalcalco, Tabasco, su magnífica arquitectura basada en ladrillo de barro cocido. Manifestaciones de actividad ritual en cuevas son los portaincensarios procedentes de la región zoque de los municipios tabasqueños de Tacotalpa y Teapa, en el que representan personajes asociados a elementos iconográficos de vida y muerte, y de Palenque, provienen mascarones y vasijas. Y del posclásico maya se exhiben dos atlantes de Chichen Itza, Yucatán.
En el Mezanine y el primer piso del museo, se localizan las salas: Los Olmecas y Los Mayas de Tabasco: Dueños de ríos y selvas, en las que se analizan la lengua, el sustento, los centros urbanos, la religión, la estructura social, la escritura, la observación astronómica y el abandono de los sitios esas culturas.

### Sala Olmeca

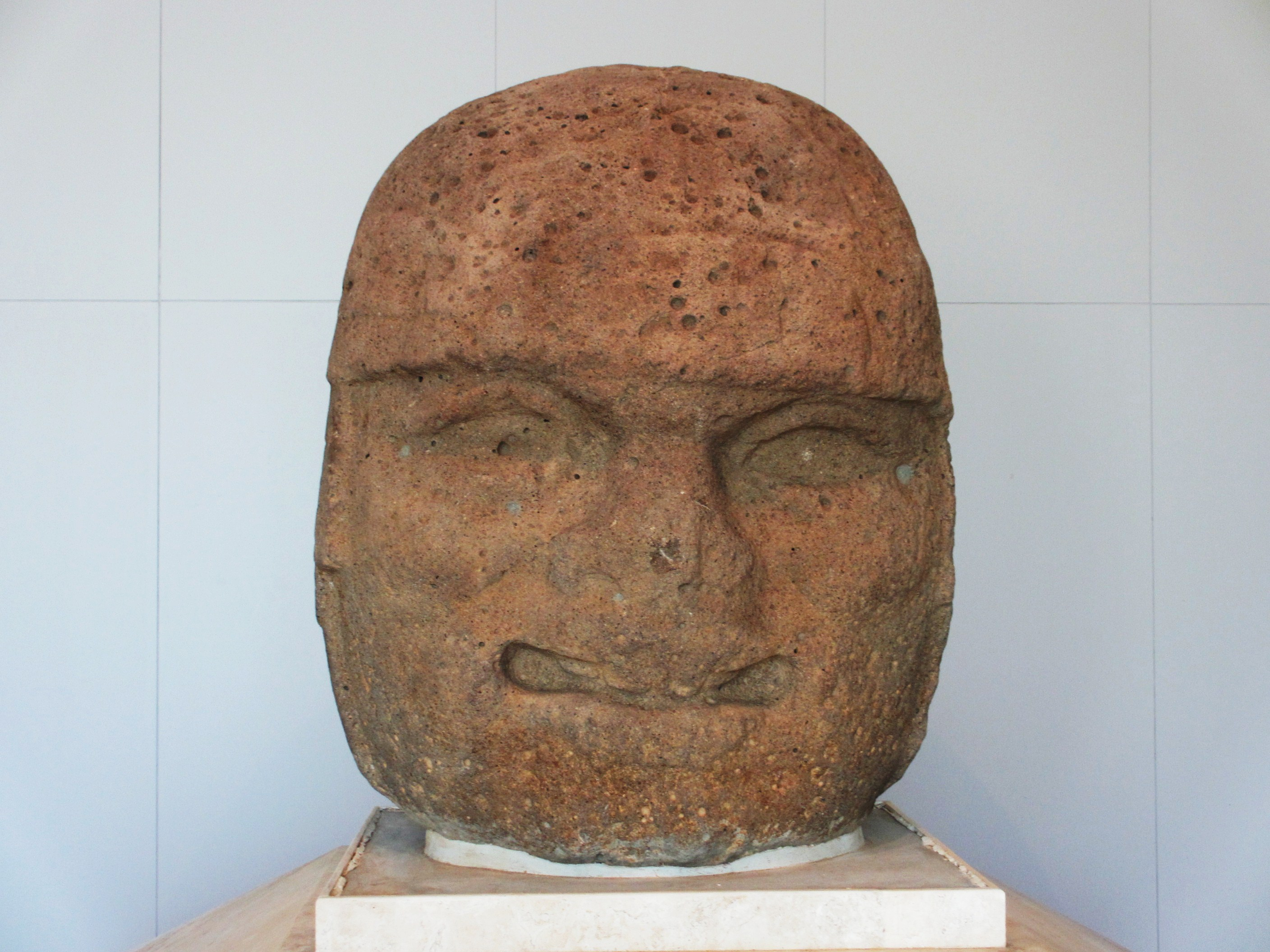
Cabeza colosal n.º 2 conocida como "Carita sonriente", elaborada en piedra serpentina.

Por sus características y su riqueza biológica, Tabasco fue el asiento de varias civilizaciones que usaron los ríos Grijalva, Usumacinta y Mezcalapa, para actividades comerciales, transporte de personas, trasladar recursos e intercambiar conocimientos, dejando numerosos vestigios, entre ellos grandes ciudades, durante los más de 3,000 mil años de ocupación.
La cultura olmeca fue la primera civilización del México antiguo que se asentó en el occidente de Tabasco y el sur de Veracruz. En La Venta, construyeron un gran centro ceremonial en un islote rodeado de ríos y pantanos, en el cual levantaron un promontorio de arcilla compactada que con más de 30 m de altura destaca en medio de la llanura inundable.
Entre las obras más representativas de esta cultura que se exhiben en el Museo «Carlos Pellicer Cámara», están un rostro geométrico elaborado en bloques de piedra verde conocida como serpentina, que formó parte de una ofrenda masiva localizada en La Venta, y que anteriormente se localizaba en el Parque Museo La Venta, pero debido a que presnetaba un alto deterioro por estar a la intemperie, debió ser trasladada al Museo Carlos Pellicer para su protección. Otra de las piezas olmecas que importantes que se exhiben en el museo es la Cabeza Colosal n.º 2 conocida como la «Carita sonriente», proveniente también del sitio arqueológico de La Venta; así como una colección de hachas elaboradas de serpentina y de basalto procedentes de la localidad de Ojoshal, en el municipio de Huimanguillo.
También se muestran en el museo, otras esculturas olmecas como el famoso "Juchiman", el denominado "Monstruo Jaguar" que es una escultura elaborada en basalto y que estuvo decorada con pigmento de color rojo y que representa a un personaje humano pero con rasgos de jaguar. Otra de las esculturas que se exhibe en el museo es una cabeza de personaje que lleva en la cabeza un tocado de jaguar, lo que hace pensar que se trata de un personaje de la élite investido con los rasgos de una deidad.

### Sala Maya

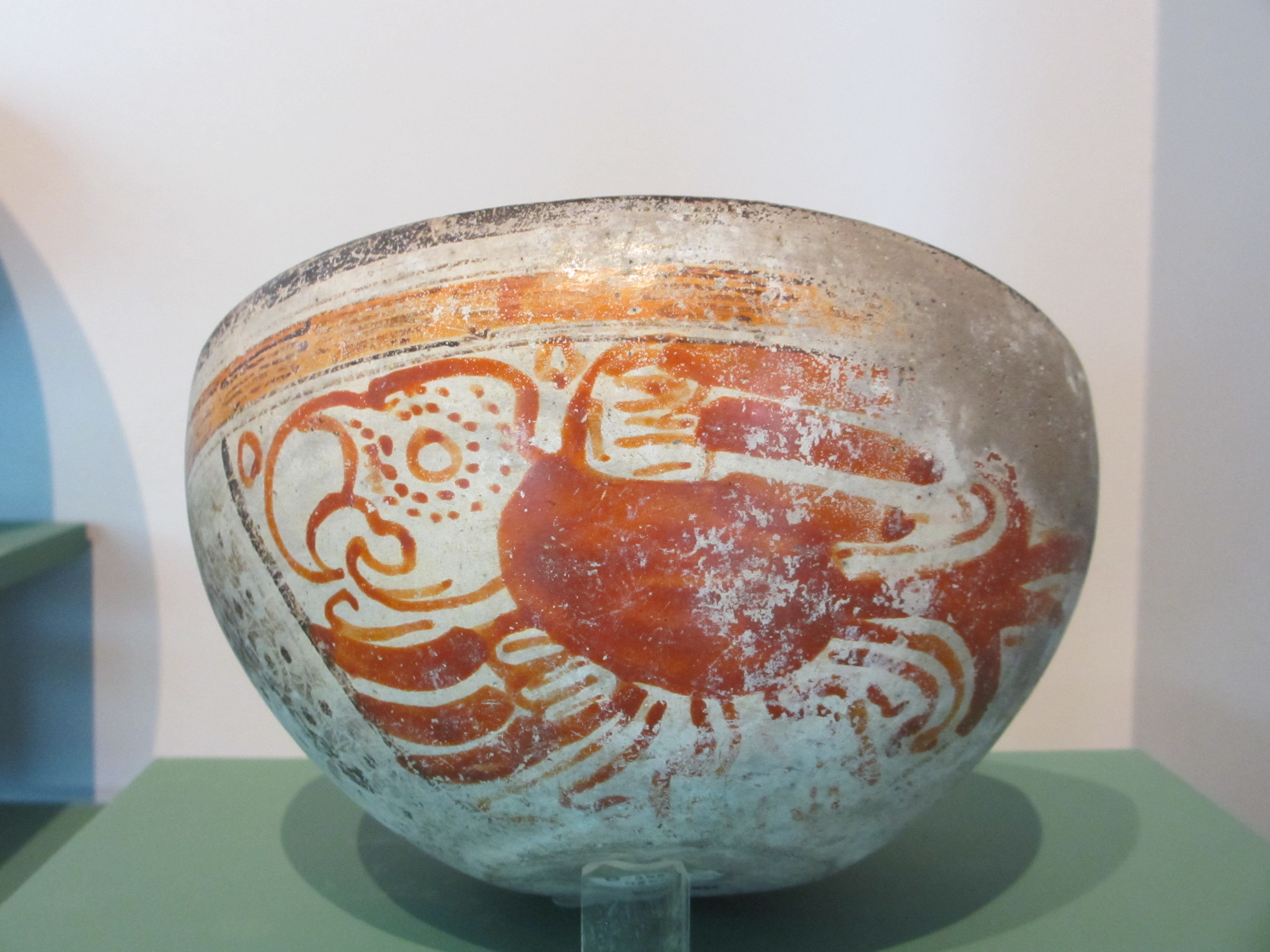
Vasija decorada que se exhibe en la Sala Maya del museo.

En la sala llamada Los Mayas de Tabasco: Dueños de ríos y selvas se explica que dos siglos antes de nuestra era, en el territorio tabasqueño y otros vecinos estaban en pleno crecimiento las aldeas y poblados que años después serían las ciudades mayas más importantes del periodo Clásico (250-900 d. C.), tanto en Tabasco como en otras regiones circunvecinas como Palenque, en el norte de Chiapas. Se explica igualmente qué materiales utilizaron los pobladores para edificar sus centros ceremoniales, viviendas, y para producir los utensilios necesarios para la vida diaria como vasijas, flechas, platos, figurillas, incensarios, y otros objetos. 
Algunas de las piezas que se exhiben en el museo corresponden a los siglos VII y VIII d. C. A estos siglos pertenecen también las estelas 1 y 2 de Moral Reforma, los monumentos con inscripciones de Tortuguero destacando la Estela número 6, también llamada "Estela del tiempo" y que es una de las piezas más famosas que posee el museo. También se muestran incensarios en estuco y piedra caliza, traídos por el propio poeta Carlos Pellicer desde Palenque, así como un conjunto de "incensarios efigie" de la cultura zoque, encontradas en distintas cuevas de la sierra de Tabasco en los municipios de Tacotalpa y Teapa y que datan del 600 al 900 d. C.
También en esta sala se muestran diversos objetos de barro, como silbatos con figuras humanas, caracoles, platos, vasijas, figuras decorativas, tableros con inscripciones y estelas, todos provenientes de los sitios mayas de Comalcalco, Tortuguero, Moral Reforma y Jonuta.
Otro de los aspectos que se abordan en esta sala son los relativos a las deidades mayas, la religión y el concepto que tenían del mundo, la muerte y el inframundo.
Finalmente, en esta sala se analiza el tipo de escritura utilizado por los mayas, así como las herramientas que usaban para tallar la piedra y la madera o para escribir en papel: instrumentos tales como punzones, soportes o pinceles.

## Estela del tiempo

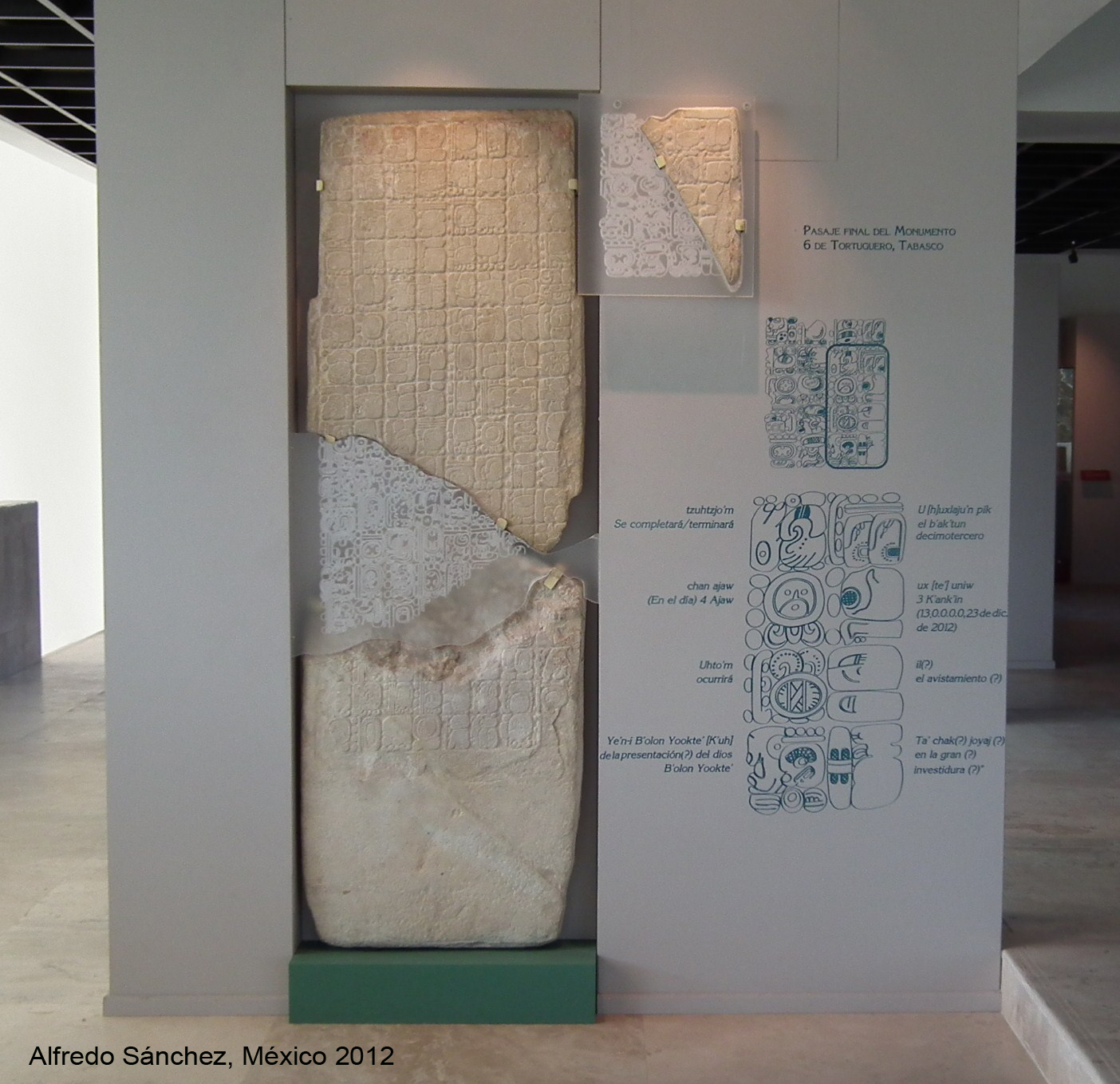
La llamada Estela 6 de Tortuguero, también conocida como la estela del tiempo, una de las principales piezas del museo.

Sin duda la pieza más famosa que exhibe el Museo Regional de Antropología «Carlos Pellicer Cámara» en la actualidad, es la llamada Estela 6 o Estela de Tortuguero, en la cual se identifica la fecha calendárica de 13.0.0.0.0  -4 ahau 3 kankin- equivalente al 21–12-2012, como el fin de una era del calendario maya, y que muchos han interpretado como la predicción maya del fin del mundo.
Dicha estela fue encontrada en la sección 5 del sitio arqueológico maya de Tortuguero en el municipio de Macuspana, Tabasco y actualmente se encuentra resguardada y en exhibición en la sala maya de este museo.
La Estela 6 está conformada por 3 fragmentos, el primero de ellos se encuentran resguardado en el interior del museo estatal, el segundo fragmento se encuentra en el Museo Internacional de Nueva York, mientras que otra pieza está en manos de un coleccionista privado.